# Очаг биоразнообразия

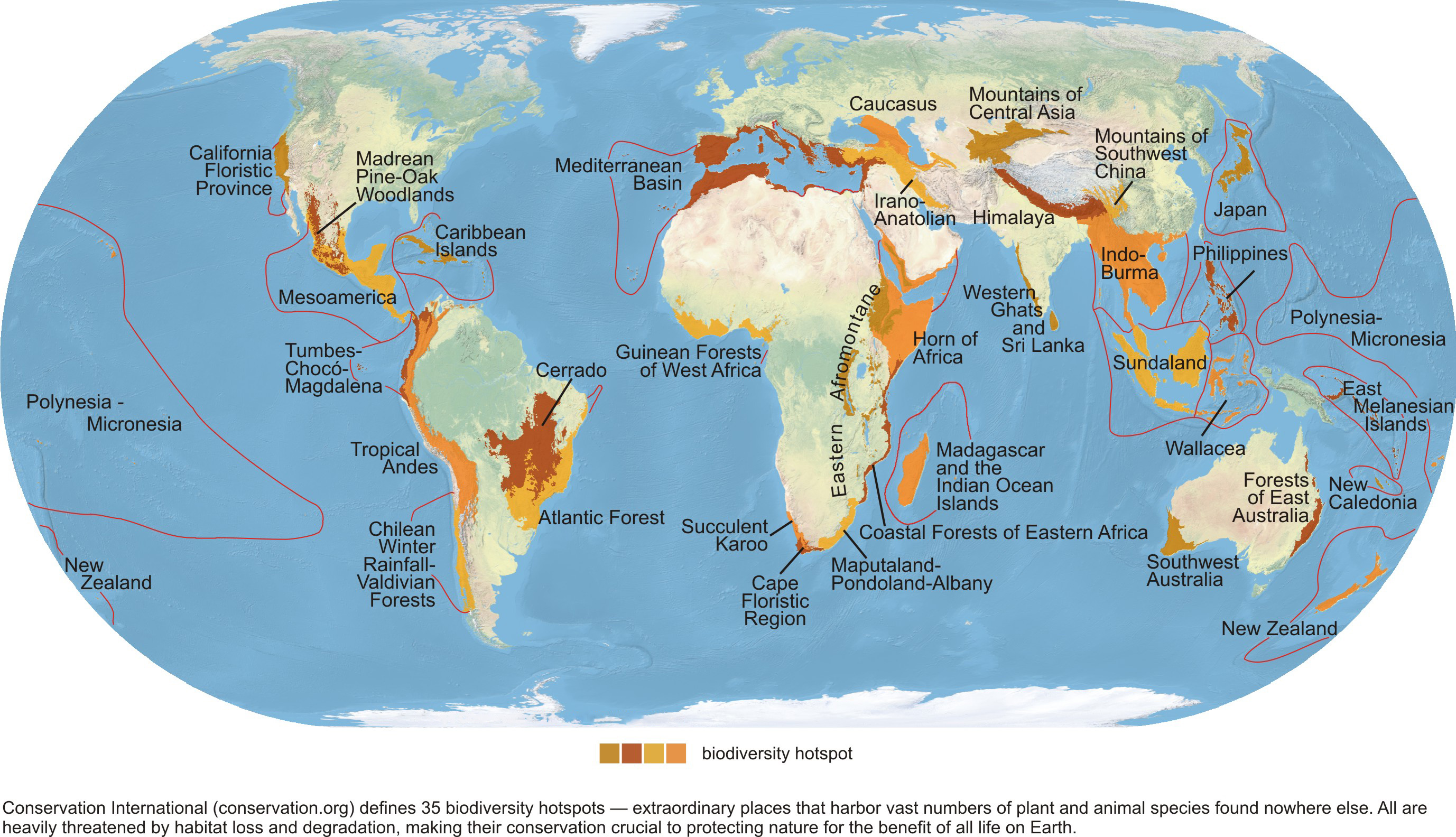
Карта мировых очагов биоразнообразия

Очаг биоразнообразия (англ. biodiversity hotspot) — биогеографический регион с наибольшим количеством видов на единицу территории (биоразнообразием), важный для сохранения редких видов растений и животных.

## Концепция
Впервые концепция была изложена Норманом Майерсом в двух его статьях, опубликованных в журнале «The Environmentalist» в 1988 и 1990 годах. После дальнейшего изучения вопроса самим Майерсом и другими исследователями концепция была пересмотрена, что привело к публикации статьи «Очаги: наиболее богатые в биологическом отношении и находящиеся под угрозой исчезновения экорегионы Земли» и ещё одной, опубликованной в журнале Nature.
Чтобы быть классифицированным в качестве очага биоразнообразия на карте очагов, опубликованной Майерсом в 2000 году, регион должен соответствовать двум строгим критериям: наличие не менее 0,5% или 1500 видов эндемичных сосудистых растений и утрата не менее 75% первичной растительности. Под это определение подпадают всего 36 областей во всем мире. На этих участках обитает около 60% мировых видов растений, птиц, млекопитающих, рептилий и земноводных, причем очень высокая доля этих видов является эндемиками. Некоторые из этих очагов содержат до 15 000 эндемичных видов растений, а некоторые иные – утратили до 95% своей естественной среды обитания.
Хотя разнообразные экосистемы очагов биоразнообразия и занимают всего 2,4% поверхности планеты, территория, определённая как очаги, охватывает гораздо большую часть суши. Первоначально 25 очагов покрывали 11,8% поверхности суши Земли. В целом нынешние очаги покрывают более 15,7% площади суши, однако они утратили около 85% своей среды обитания. Эта утрата объясняет, почему примерно 60% земной жизни в мире сконцентрирована только на 2,4% площади суши.

## Инициативы по сохранению очагов
В настоящее время охраняется лишь небольшой процент общей площади суши в очагах биоразнообразия. Несколько международных организаций разными способами работают над их сохранением:
- Фонд партнерства критических экосистем (CEPF) — глобальная программа, которая предоставляет финансирование и техническую помощь неправительственным организациям и участию[прояснить] в защите самых богатых разнообразием растений и животных регионов Земли, включая очаги биоразнообразия, районы дикой природы с высоким биоразнообразием и важные морские регионы.
- Всемирный фонд дикой природы разработал систему под названием «Global 200», цель которой состоит в выборе приоритетных экорегионов для сохранения в пределах каждого из 14 наземных, 3 пресноводных и 4 морских типов местообитаний. Их выбирают из-за видового богатства, эндемизма, таксономической уникальности, необычных экологических или эволюционных явлений и глобальной редкости. Все очаги биоразнообразия содержат по крайней мере один экорегион Global 200.
- BirdLife International выявила 218 «эндемичных орнитологических территорий» (ЭОП), в каждой из которых обитают два или более видов птиц, не встречающихся больше нигде. Birdlife International определила более 11 000 ключевых орнитологических территорий[9] по всему миру.
- Компания «Plant life International» координирует работу в нескольких странах мира с целью выявления «важных зон растений».
- Альянс за нулевое исчезновение — это инициатива многих научных организаций и природоохранных групп, которые сотрудничают, чтобы сосредоточить внимание на наиболее угрожаемых эндемичных видах мира. Они определили 595 объектов, в том числе многие важные орнитологические территории.
- Национальное географическое общество подготовило карту мира[10] очагов, shapefile ArcView и метаданные для очагов биоразнообразия[11], включая подробную информацию об индивидуальной исчезающей фауне в каждом очаге, которую можно получить в Conservation International.[12]

Под влиянием этого центральное правительство Индии создало новый орган под названием CAMPA (англ. Compensatory Afforestation Fund Management and Planning Authority) для контроля за уничтожением лесов и биологических пятен в Индии.

## Распределение по регионам
Северная и Центральная Америка

Очаги биоразнообразия. Оригинальное предложение выделено зелёным цветом, а добавленные регионы — синим.

- Флористическая провинция Калифорнии •8•
- Мадрейские сосново-дубовые леса •26•
- Мезоамерика •2•
- Североамериканская прибрежная равнина •36•[13][14]

Карибский бассейн
- Карибские острова •3•

Южная Америка
- Атлантический лес •4•
- Серраду •6•
- Вальдивские леса •7•
- Тумбес-Чоко-Магдалена •5•
- Тропические Анды •1•

Африка
- Капская область •12•
- Прибрежные леса восточной Африки •10•
- Восточные афромонтанные леса •28•
- Гвинейские леса Западной Африки •11•
- Сомали •29•
- Мадагаскар и острова Индийского океана •9•
- Мапуталенд-Пондоленд-Олбани •27•
- Суккулентный Карру •13•

Европа и Передняя Азия
- Средиземноморье •14•
- Кавказ •15•
- Ирано-Анатолия •30•

Центральная Азия
- Горы Центральной Азии •31•

Южная Азия
- Восточные Гималаи •32•
- Индо-Бирма, Индия и Мьянма •19•
- Западные Гаты и Шри-Ланка •21•

Юго-Восточная Азия и Азиатско-Тихоокеанский регион
- Восточно-Меланезийские острова •34•
- Новая Каледония •23•
- Новая Зеландия •24•
- Филиппины •18•
- Полинезия-Микронезия •25•
- Восточно-австралийские умеренные леса •35•
- Юго-Западная Австралия •22•
- Сундаланд и Никобарские острова Индии •16•
- Уоллесия •17•

Восточная Азия
- Япония •33•
- Горы Юго-Западного Китая •20•

## Критика концепции «очагов»
Высокий уровень подхода[прояснить] к «очагам биоразнообразия» вызвал некоторую критику. В таких статьях, как Kareiva & Marvier (2003), утверждается, что очаги биоразнообразия:
- Неадекватно представляют другие формы видового богатства (например, общее видовое богатство или богатство видов, находящихся под угрозой исчезновения).
- Неадекватно представляют таксоны, кроме сосудистых растений (например, позвоночных или грибов).
- Не защищают «очаги» меньшего размера.
- Не делают поправок на изменение схемы землепользования. Очаги представляют собой регионы, которые испытали значительную потерю среды обитания, но это не означает, что они постоянно теряют среду обитания. С другой стороны, относительно нетронутые регионы (например, бассейн Амазонки) испытали относительно небольшую потерю земель, но в настоящее время теряют среду обитания с огромной скоростью.
- Не защищают экосистемные услуги.
- Не учитывают филогенетическое разнообразие.[16]

В недавней серии документов указывается, что «очаги биоразнообразия» (и многие другие наборы приоритетных регионов) не затрагивают концепцию затрат. Целью очагов биоразнообразия является не просто выявление регионов, имеющих высокую ценность для биоразнообразия, но и определение приоритетных расходов на сохранение. Выявленные регионы включают некоторые в развитом мире (например, Флористическую провинцию Калифорнии), а также другие в развивающихся странах (например, Мадагаскар). Стоимость земли, вероятно, будет варьироваться между этими регионами на порядок или более, но обозначения очагов биоразнообразия не учитывают важность сохранения этой разницы. Однако доступные ресурсы для сохранения также имеют тенденцию различаться.